# Брум Пінніджер
Брум Пінніджер (28 грудня 1902 — 30 грудня 1996) — індійський хокеїст на траві.
Олімпійський чемпіон 1928, 1932 років.